# Slobodan Komljenović
Slobodan Komljenović (Fráncfort del Meno, Alemania Federal, 2 de enero de 1971) es un ex-futbolista serbio de origen alemán, se desempeñaba como defensa o lateral derecho.
Komljenović jugó toda su carrera deportiva en Alemania, exceptuando dos temporadas que jugó en el Real Zaragoza español.

## Clubes
| Club                 | País     | Año         | Partidos | Goles |
| Eintracht Fráncfort  | Alemania | 1990 - 1997 | 134      | 5     |
| MSV Duisburgo        | Alemania | 1997 - 1999 | 64       | 3     |
| 1. FC Kaiserslautern | Alemania | 1999 - 2001 | 39       | 3     |
| Real Zaragoza        | España   | 2001 - 2003 | 38       | 2     |
| SV Wacker Burghausen | Alemania | 2004        | 15       | 1     |
| 1860 Munich          | Alemania | 2004 - 2006 | 35       | 0     |

- Datos: Q698683